# カタカリ

特徴的な仮面のような化粧とカラフルな衣装を身に纏って踊るカタカリ。

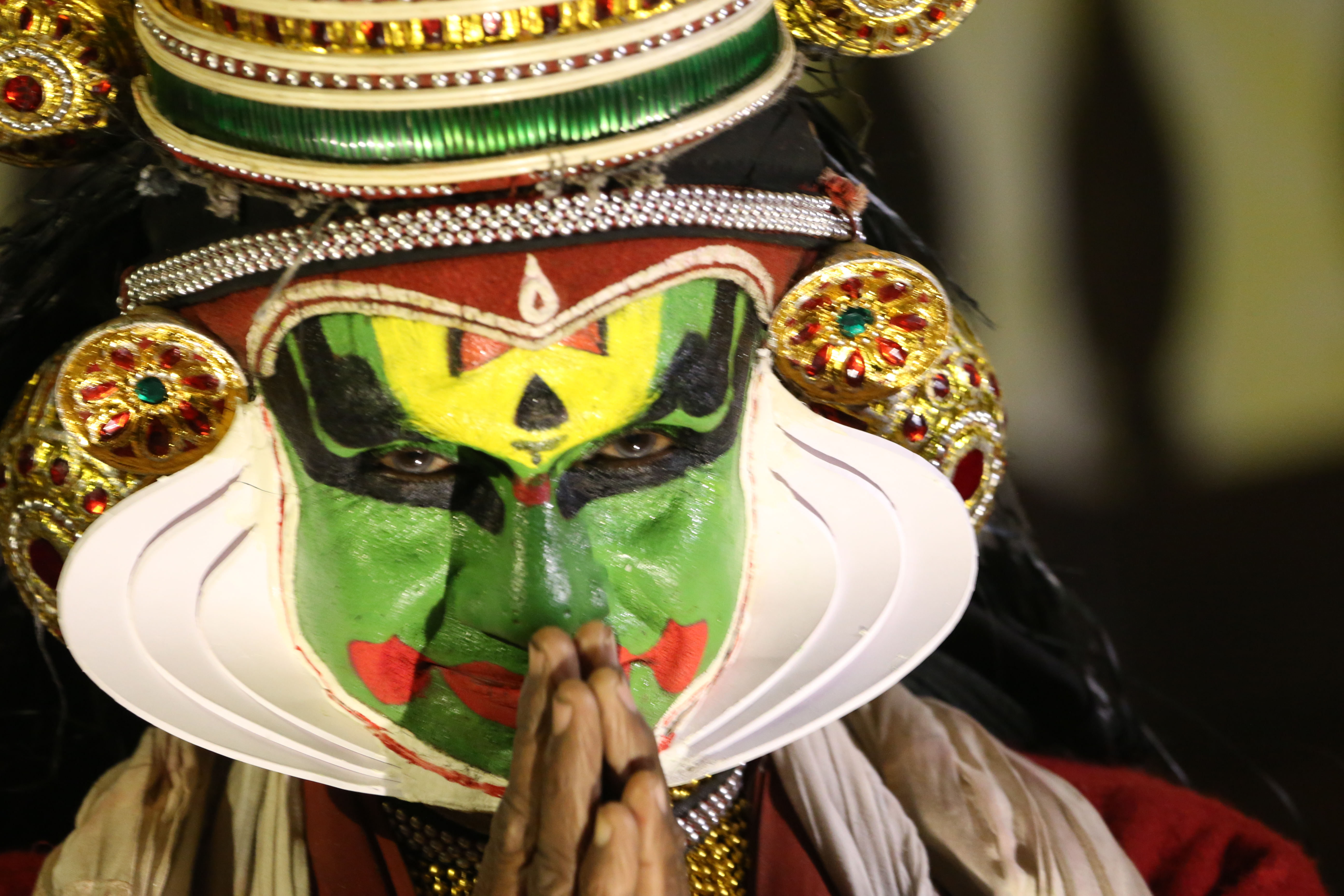
カタカリでは眼の動きと指の動きなどから人物の心情機微を表現する。

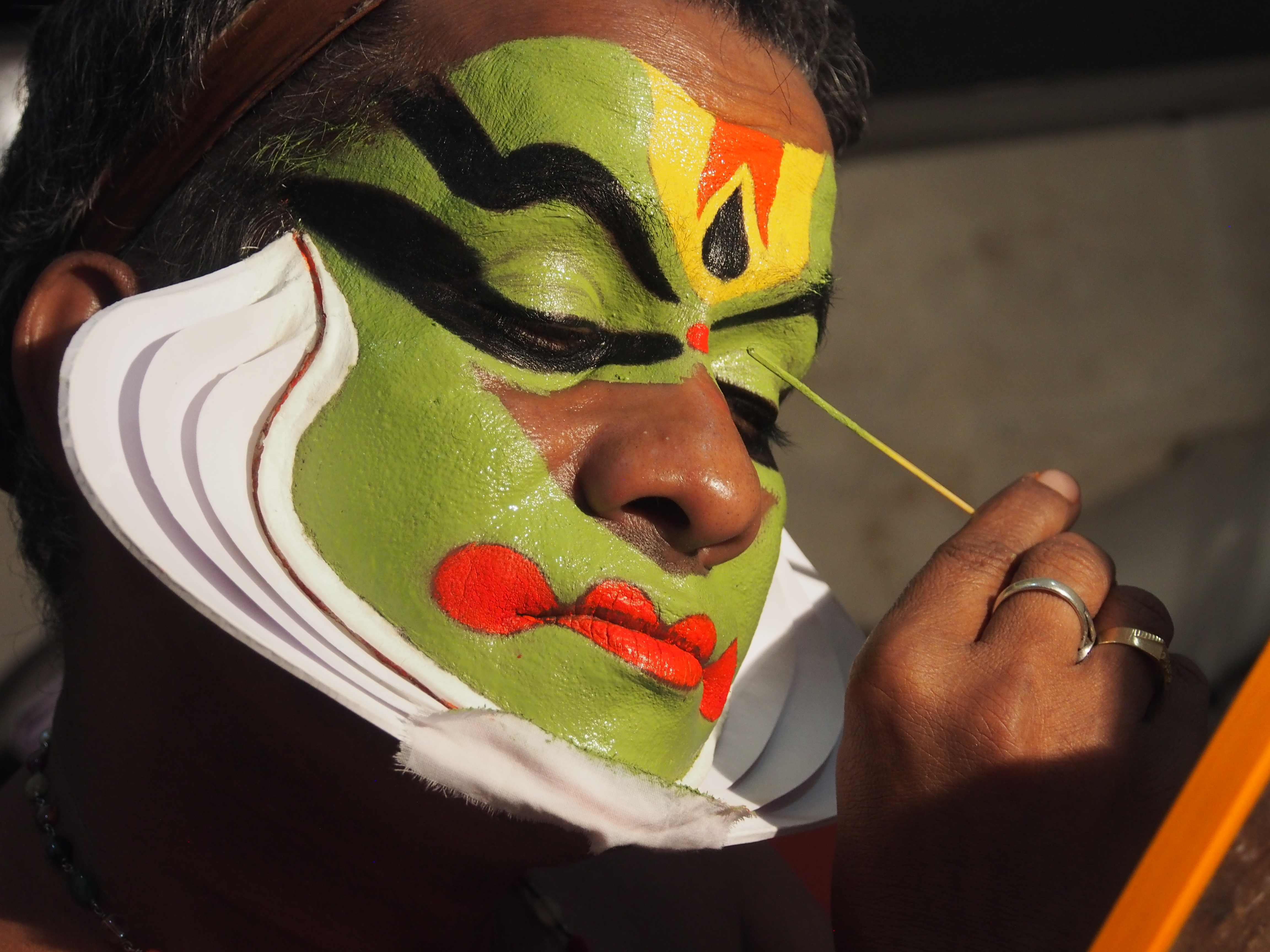
演出要素のひとつとして化粧中の様子も公開される。

カタカリ（英語: Kathakali、マラヤーラム語: കഥകളി）とは南インドのケーララ州、マラヤーラム語圏のマラヤーリに伝わるインド古典舞踊のひとつである。さまざまな民族舞踊や劇などをルーツとし、インドの古武術カラリパヤットの影響を受けながら16世紀ごろに形態が整えられ、南インド土侯たちの庇護の元で洗練され、現代の形に発展した。
原色を基調としたカラフルな衣装に身を包み、特徴的な化粧を施し、古代インドの叙事詩である『ラーマーヤナ』や『マハーバーラタ』をテーマとした物語を踊る。セリフは無く、指の動きや目の動きで内容を表現しており、日本の歌舞伎との類似点も言及されている。歌舞伎俳優の尾上菊之助は、2017年に訪印してカタカリを観劇した際に、歌舞伎のルーツはカタカリにあったのではないかと思うほど共通する点が多いと指摘している。
カタカリはバラタナティヤム、カタック、マニプリと並ぶ4大インド古典舞踊のひとつとされているが、オディシを含めた5つに分類しているものや、クチプディ、サットリヤ、モヒニアッタムを含めた8大インド古典舞踊として言及する場合もある。インド政府文化省は、さらにチョウを加えた9つの舞踊をインドの文化として取り上げている。また、日本の歌舞伎、中国の京劇と並んで世界三大化粧劇としても知られている。

## 語源
カタカリはサンスクリット語で「物語」や「会話」を意味するカタ（英語: katha、マラヤーラム語: കഥ）と「舞踊」や「パフォーマンス」を意味するカリ（英語: kaḷi、マラヤーラム語: കളി）を組み合わせたもので、その名が示す通り、カタカリは踊りや表情などによって物語を語ることに焦点を宛てた劇となっている。

## ルーツ
インド最古の舞踊演芸の理論書『ナーティヤ･シャーストラ』内に、カタカリの原点となる動きや要素についての記述がみられる。『ナーティヤ･シャーストラ』はバラタ・ムニによって3世紀ごろ書かれたとされているが、その年代は文献などにより紀元前5世紀から紀元5世紀までばらつきがある。『ナーティヤ･シャーストラ』にはラサ（舞踊が呼び起こす情趣）やバーヴァ（感情の発露）といった概念やその表現方法、テクニックなどが理論立ててサンスクリット語で記されており、カタカリを含むインド古典舞踊における表現方法や考え方の基軸となっている。ナターリア・リドヴァは自著の中で『ナーティヤ･シャーストラ』のなかにインド古典舞踊の全てが書かれていると述べている。
16世紀から17世紀にかけて成立したカタカリのルーツは明らかになっていないが、南インドに伝わる複数の民族舞踊をもとに培われたものとされている。同じくケーララ州に古くから伝わる武術であるカラリパヤットとの類似性が、石井達朗、河野亮仙、宮尾慈良など、複数の舞踊人類学者から指摘されている。また、ファーリー・リッチモンドらは、カタカリに見られる衣装などの要素が、中世インドで見られた古典舞踊であるクリシュナッタムや古典的なサンスクリット戯曲であるクーリヤッタムなどと共通性が見いだせるとしている。

## パフォーマンス
カタカリの演目はその多くがヒンドゥー教系寺院の境内で行われる。すべての演者は男性が担当する。1930年代にカタカリの指導者であるグル・ゴーピナートとその妻は、カタカリを元にしたケーララナタナムという新しいインド舞踊を誕生させ、女性の踊り手による舞踊を可能にさせた。
力強い太鼓やマラヤーラム語の歌に乗せて激しいダンスを披露する。開演前には演者たちの化粧風景が公開されることが常となっており、儀式めいた光景を見せることで観客を物語に引き込む。化粧を施すことによって演者は人間から神へと生まれ変わると考えられており、昔ながらの石や草などをココナッツオイルと混ぜ合わせて作り出した染料を用いて化粧を行う。赤い目は目の中にスパイスを入れて意図的に充血させることで作り出されている。
『ラーマーヤナ』や『マハーバーラタ』といったよく知られた叙事詩のストーリーを演じており、細やかな指の動きや目の動きのみで「愛・笑い・怒り・哀れみ・嫌悪・恐れ・勇敢・驚き」という8つの感情や物語の状況などを表現する。眉や目などを部分的に動かしたり、500以上もあるジェスチャーを巧みに使い分ける必要があり、非常に難易度の高い技巧と繊細さが求められる。